# Alloinay
Alloinay es una comuna nueva francesa situada en el departamento de Deux-Sèvres, de la región de Nueva Aquitania.

## Historia
Fue creada el 1 de enero de 2017, en aplicación de una resolución del prefecto de Deux-Sèvres de 8 de abril de 2016 con la unión de las comunas de Gournay-Loizé y Les Alleuds, pasando a estar el ayuntamiento en la antigua comuna de Gournay-Loizé.

## Demografía
| Gráfica de evolución demográfica de Alloinay entre 1800 y 2013 |
|                                                                |

Los datos entre 1800 y 2013 son el resultado de sumar los parciales de las dos comunas que forman la nueva comuna de Alloinay, cuyos datos se han cogido de 1800 a 1999, para las comunas de Gournay-Loizé y Les Alleuds de la página francesa EHESS/Cassini. Los demás datos se han cogido de la página del INSEE.

## Composición
| Comuna delegada | Código INSEE | Población (2013) | Superficie (km²) | Densidad (hab./km²) |
| --------------- | ------------ | ---------------- | ---------------- | ------------------- |
| Gournay-Loizé   | 79136        | 605              | 23.23            | 26                  |
| Les Alleuds     | 79006        | 273              | 9.15             | 30                  |